# مای یاماموتو
مای یاماموتو (انگلیسی: Mai Yamamoto؛ زادهٔ ۲۳ اکتبر ۱۹۹۹) بازیکن بسکتبال زن اهل ژاپن است.
وی در مسابقات کشوری و بین‌المللی در مجموع برندهٔ ۱ مدال طلا شده‌است.